# Беличье колесо (рассказ)
«Беличье колесо» — рассказ 1955 года классика фантастики Роберта Шекли. Юмористический рассказ из цикла про Грегора и Арнольда из «ААА-ПОПС» — Астронавтического антиэнтропийного агентства по оздоровлению природной среды.

## Сюжет
В «ААА-ПОПС» обратился за помощью фермер, который пожаловался что крысы уничтожают весь его урожай.
После заключения контракта Грегор и Арнольд отправились выполнять работу, но несмотря на топот крыс, самих крыс визуально они не обнаружили. Разместив оборудование для уничтожения крыс они принялись ждать, но несмотря на то что ловушки сработали, они не смогли поймать ни один экземпляр. Но всё же Грегор удивившись что ловушка пуста, запустил в неё руку и его укусила крыса, как оказалось, крысы невидимы. Об этом клиент изначально умолчал.
Тогда компаньоны, начали думать что же стало причиной такой мутации. Решив что оборудование бесполезно, они воспользовались старым проверенным способом, использовали обычных домашних кошек и как оказалось вполне эффективно, но только позже кошки исчезли.
Наконец Грегор, выяснил причину невидимости, крысы ели невидимую траву, которую Грегор обнаружил по пятнам земли без растительности. Траву выжигали несколько раз огнемётом, но каждый раз она снова вырастала за ночь. После обсуждения, было решено что Грегор съест траву, после этого Грегор исчез.
После исчезновения Грегора, Арнольд впал в уныние, решив что всё-таки зря его компаньон съел траву, неизвестно что с ним произошло, быть может даже мёртв. Темные мысли перебил внезапный гость, странное существо, которое почёсывалось. Гость рассказал что произошло, оказывается на их планете в параллельном мире, трава Скомп, в процессе роста и созревания исчезает с полей на некоторое время и видимо с полей необычного гостя, оно переместилось на поля клиента ААА-ПОПС. Затем позвонил Грегор и рассказал, что после перемещения он помог гостю отловить и сдать в зоопарк необычных для их мира существ, тех самых земных домашних кошек, заодно и заработал на этом, а с гостем договорился что тот будет сеять траву на других полях, но не на том на котором сеял прежде.
Как итог, Грегор успел заработать золото на планете в параллельной реальности, а также выполнить контакт по уничтожению крыс. Но возникла новая досадная проблема, жители планеты в параллельной реальности нечистоплотны и у них водятся вши и теперь Арнольда и Грегора кусают невидимые вши.

## Разное
Произведение было озвучено в рамках проекта «Модель для сборки».